# روب هيرنغ
روب هيرنغ (بالإنجليزية: Rob Herring)‏ هو لاعب اتحاد الرغبي جنوب أفريقي، ولد في 27 أبريل 1990 في كيب تاون في جنوب أفريقيا.

## وصلات خارجية
- روب هيرنغ عل موقع إسبنسكروم (الإنجليزية)
- روب هيرنغ على موقع ItsRugby.co.uk (الإنجليزية)